# Ivan Burović
Ivan Burović (u. 1729.), ratni zapovjednik, plemić i lokalni političar. Sin je Grgura Burovića.

## Životopis
Rođen u poznatoj hrvatskoj pomoračkoj obitelji iz Perasta Burovićima. Prije Morejskog rata bavi se trgovinom s Osmanlijama. Sudionik bitaka za osvajanje Herceg-Novog 1687., gdje se istaknuo. Borio se u Hercegovini 1694. i u borbi za Ulcinj kad su ga Mlečani pokušali zauzeti 1718. godine. Za istaknutu borbu dobio je za nagradu posjede kod Trebinja 1694. i u Zubcima 1695.
Proglašen za nadintendanta i guvernera Herceg Novoga i njegova područja. U gradu je dobio kuću koju je pretvorio u palaču. Već 1701. godine dukalom koju je izdao mletački dužd Mocenigo ima trajnu feudalnu investituru. Od 1703. nosi naslov conte veneto. Nakon nepunih dvadeset godina, 1721. primljen je u kotorsko plemstvo. Opjevao ga je pjesnik Nikola Burović u tri pjesme, od kojih se ističe Pohvala kavalijeru Ivanu Buroviću.
Ova kneževska grana obitelji nastanila se poslije u Herceg-Novom i Kotoru.